# St. Peter und Paul (Węgorzewo)

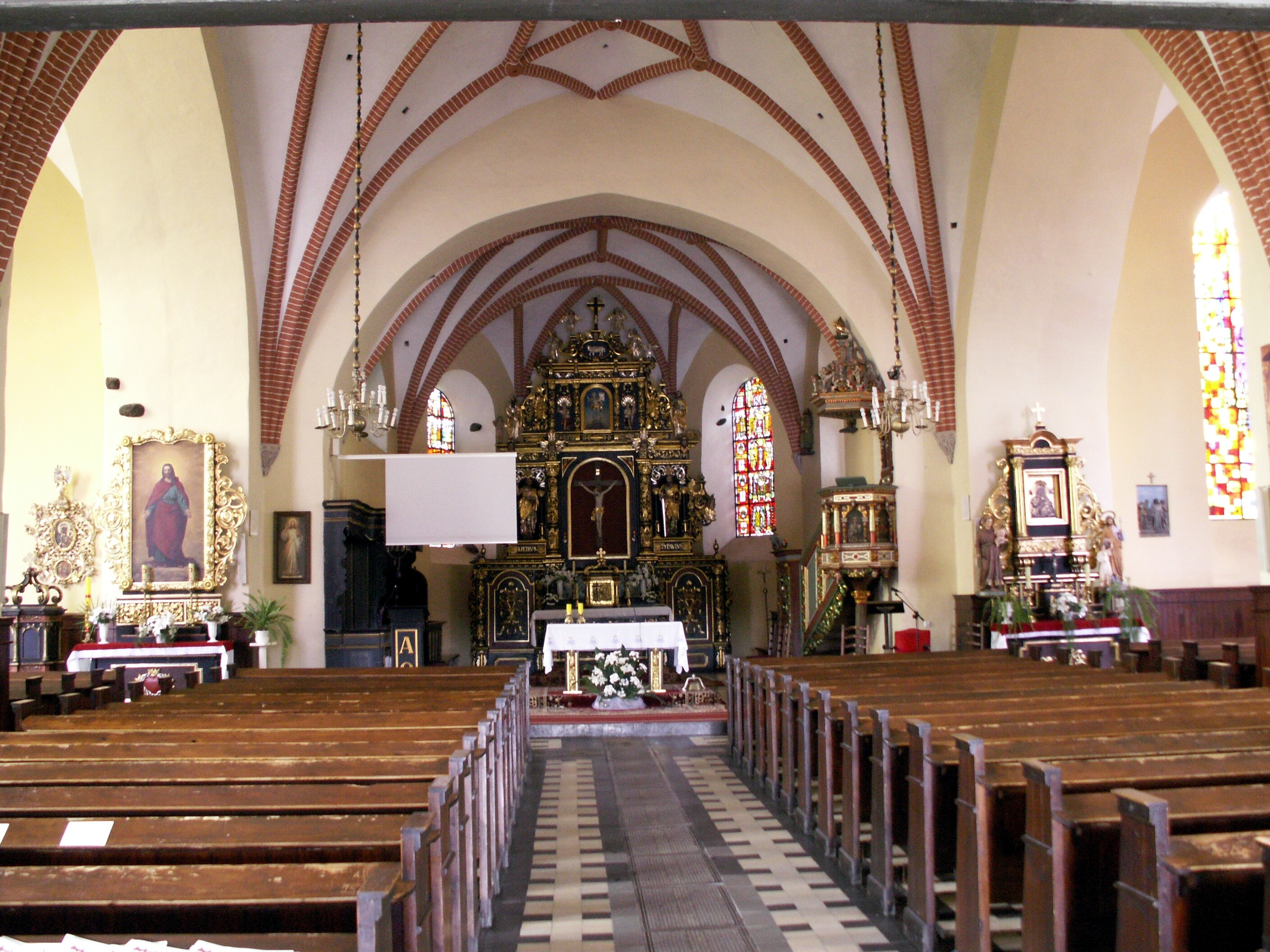
Innenraum der Kirche St. Peter und Paul in Węgorzewo, 2008

Die Kirche St. Peter und Paul ist eine aus dem beginnenden 17. Jahrhundert stammende Kirche im polnischen Węgorzewo (deutsch Angerburg) im Nordosten der Woiwodschaft Ermland-Masuren. Sie befindet sich im Ostteil der Stadt an der ulica Zamkowa neben dem neu aufgebauten Ordensschloss.

## Kirchengebäude

### Geschichte
Die Kirche wurde als evangelische Kirche im Jahr 1611 fertiggestellt. 1729 wurde sie um einen Querflügel erweitert. Der Abschluss des Turms erfolgte 1741, Turmhaube und Laterne wurden 1829 aufgesetzt. Seit 1945 firmiert das Gotteshaus als katholische Kirche St. Peter und Paul.

### Baubeschreibung
Die Kirche wurde im spätgotischen Stil mit dreiseitig geschlossenem Chor errichtet. Die aus Backstein erbaute Kirche verfügt über einen Kirchturm mit Kupferdeckung und aufgesetzter Laterne.

### Ausstattung
In der Kirche sind noch viele Teile der ursprünglichen Ausstattung vorhanden. Dazu gehört ein barocker Altar aus dem Jahr 1652, der aus einer Königsberger Werkstatt stammt. Der mit zahlreichen Figuren geschmückte Altar weist lateinische und deutsche Inschriften auf. Die Kanzel stammt vom Anfang des 17. Jahrhunderts; sie wurde im 18. Jahrhundert umgebaut.
Die zwei Beichtstühle stammen von 1696 und 1715.

### Orgel
In der Kirche steht die älteste erhaltene Orgel in Ostpreußen. Sie ist zudem die einzige mit noch wesentlichen originalen Teilen erhaltene dreimanualige Orgel des 17. Jahrhunderts im ehemaligen Nordostdeutschland. Sie verfügt noch über den originalen Barockklang.
Das Instrument wurde von 1643 bis 1648 von Joachim Thiele in Rastenburg (polnisch Kętrzyn) gefertigt. Die Registermechanik ist aus Eichenholz und Schmiedeeisen gefertigt. Die Metallpfeifen sind stark bleihaltig. Die Flügelgemälde wurden 1651 fertiggestellt.

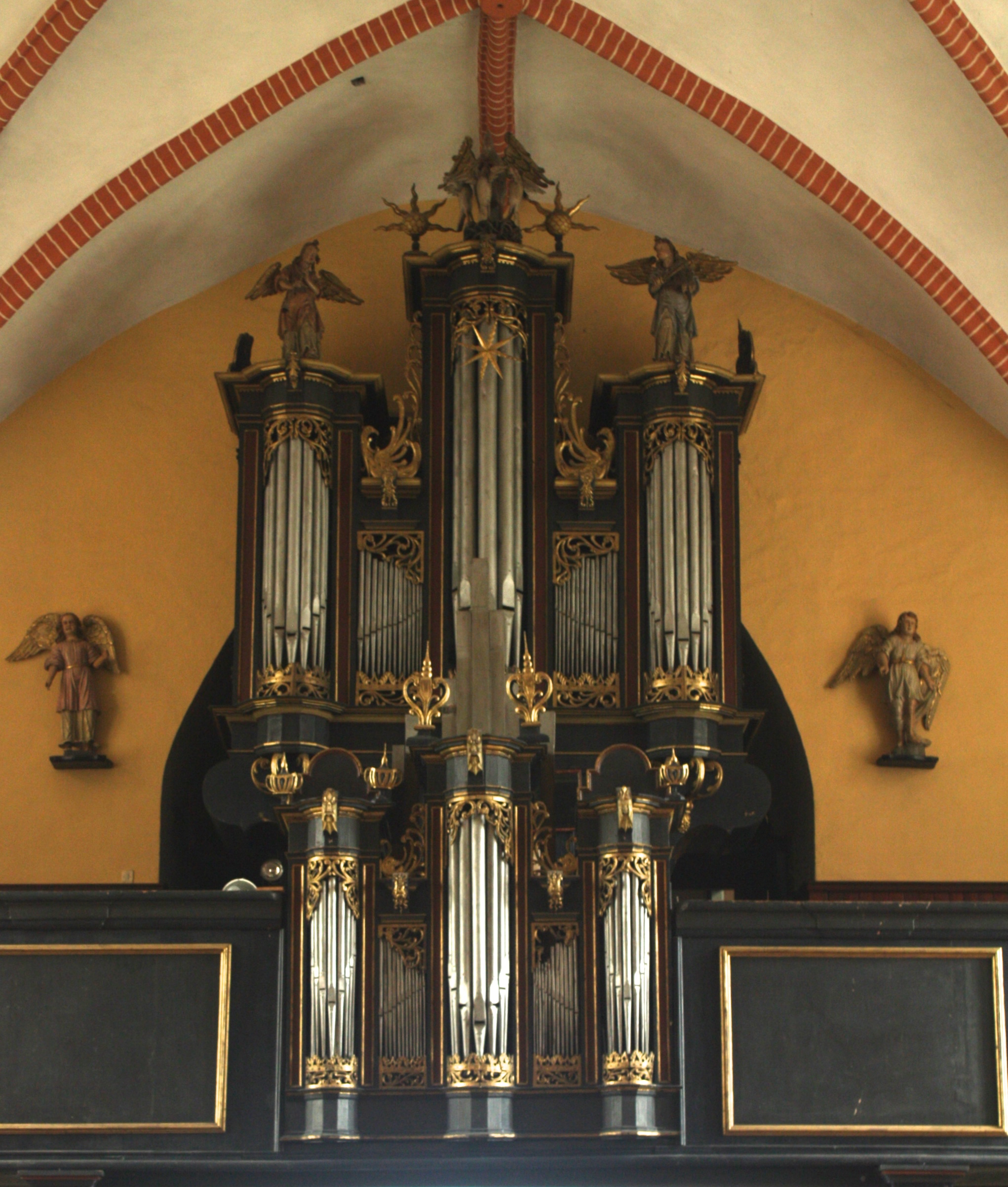
Die Orgel auf der Westempore

Im Jahr 1708 reparierte Johann Josua Mosengel aus Königsberg die Orgel. Ab 1713 war sein aus Angerburg stammender Schüler Georg Barsenick mit der Pflege des Instruments beauftragt. Ein Reparaturkostenanschlag aus dem Jahr 1754 von Johann Preuß nennt für das Instrument 30 Stimmen, dabei fünf Rohrwerke, sowie vier Bälge. Preuß änderte die Disposition im Hauptwerk.
Die Orgel wurde 1806/1807 durch Soldaten beschädigt. Der Orgelbauer Scherweit fertigte daraufhin das Pfeifenwerk des Brustwerkes neu an und ersetzte Teile des Pedalpfeifenwerks. 1853 bekam das Instrument neue Klaviaturen und 1912 wurden durch Carl Novak drei Stimmen im Rückpositiv durch grundtönige Register ersetzt. Novak ersetzte zudem die Trompet 8′ im Pedal durch ein Cello 8′.
Im Zweiten Weltkrieg gingen die bemalten Flügeltüren verloren sowie das Pfeifenwerk des Brustwerks. Wegen dieses Verlustes wurden auch die Klaviatur und Registereinschaltung des Brustwerks entfernt.
| I Hauptwerk CDEFGA–c3 |     |
| Quintadon             | 16′ |
| Principal             | 8′  |
| Spitzflöte            | 8′  |
| Octav                 | 4′  |
| Flöte                 | 4′  |
| Quint                 | 3′  |
| Octav                 | 2′  |
| Mixtur III            |     |
| Trompet               | 8′  |

| II Rückpositiv CDEFGA–c3 |    |
| Gedeckt                  | 8′ |
| Gamba                    | 8′ |
| Principal                | 4′ |
| Flet kyty                | 4′ |
| Dolce                    | 4′ |
| Superoctav               | 2′ |

| III Unterpositiv CDEFGA–c3 |    |
| Flaut Amabile              | 8′ |
| Flötminor                  | 4′ |
| Nasat                      | 3′ |
| Octav                      | 2′ |
| Mixtur II                  |    |

| Pedal C–c1/d1 |     |
| Violon        | 16′ |
| Subbas        | 16′ |
| Principalbass | 8′  |
| Octavenbass   | 4′  |
| Blockflöt     | 4′  |
| Posaune       | 16′ |
| Cello         | 8′  |

- Koppeln: Koppel
- Nebenregister: Cymbelstern
- Spielhilfen: Drei Sperrventile, Kallkant

Anmerkungen
1. ↑  Urspr. II. Manual
2. ↑  Urspr. III. Manual
3. ↑  Urspr. I. Manual

## Kirchengemeinde

### Geschichte
Schon bald nach Einführung der Reformation entstand in Angerburg im Jahr 1528 eine evangelische Kirchengemeinde mit einem dazugehörigen weitflächigen Kirchspiel. Hier taten bis 1945 zwei Geistliche ihren Dienst, zu Beginn des 20. Jahrhunderts um einen Hilfsprediger verstärkt. Bis 1726 gehörte die Angerburger Kirchengemeinde zur Inspektion Rastenburg (polnisch Kętrzyn). Dann wurde Angerburg selbst bis 1945 Sitz und Namensgeber für einen Kirchenkreis in der Kirchenprovinz Ostpreußen der Evangelischen Kirche der Altpreußischen Union. Im Jahr 1925 zählte die Kirchengemeinde insgesamt etwa 10.000 Gemeindeglieder, von denen zwei Drittel im Stadtgebiet lebten. Die kriegsbedingte Flucht und Vertreibung der einheimischen Bevölkerung ließ nach 1945 das evangelisch-kirchliche Leben in der jetzt Węgorzewo genannten Stadt zum Erliegen kommen. Polnische Katholiken ließen sich danach hier nieder und ließen das kirchliche Leben wieder aufleben. Heute gibt es drei römisch-katholische Kirchen und eine griechisch-katholische Kirche in Węgorzewo. Sie sind Teil des Dekanats Węgorzewo im Bistum Ełk (Lyck) bzw. der Erzeparchie Przemyśl-Warschau. Das griechisch-katholische Gotteshaus, die einstige Kreuzkirche und Bethesda-Anstaltskirche, steht den evangelischen Kirchengliedern zur gottesdienstlichen Mitbenutzung offen. Sie gehören zur Pfarrei in Giżycko (Lötzen) in der Diözese Masuren der Evangelisch-Augsburgischen Kirche in Polen.

### Kirchspielorte (bis 1945)
Zum Kirchspiel Angerburg gehörten außer dem Stadtgebiet noch zahlreiche Dörfer, Ortschaften und Wohnplätze:
| Deutscher Name                | Polnischer Name |  | Deutscher Name                   | Polnischer Name |
| ----------------------------- | --------------- |  | -------------------------------- | --------------- |
| *Angerburg                    | Węgorzewo       |  | *Ogonken 1938–1945 Schwenten     | Ogonki          |
| Angerburg, Gut                | Węgorzewko      |  | *Paulswalde                      | Pawłowo         |
| Angerhof                      |                 |  | *Prinowen 1938–1945 Primsdorf    | Prynowo         |
| *Groß Strengeln               | Stręgiel        |  | Reussen                          | Ruska Wieś      |
| *Jakunowen 1929–1945 Angertal | Jakunowo        |  | Rothof                           | Czerwony Dwór   |
| Johanneshof                   | Janówko         |  | Schönbrunn                       | Maćki           |
| *Kehlen                       | Kal             |  | *Stullichen                      | Stulichy        |
| *Kehlerwald                   | Kalskie Nowiny  |  | *Thiergarten                     | Trygort         |
| Leitnersfelde                 |                 |  | Waldheim                         | Wysiecza        |
| Miltalersberg                 |                 |  | *Wilkowen 1938–1945 Geroldswalde | Wilkowo         |

### Pfarreiorte (seit 1945)
Zur Pfarrei der Kirche St. Peter und Paul gehören heute neben der Stadt die Orte:
| Name            | Deutscher Name |  | Name     | Deutscher Name                |
| --------------- | -------------- |  | -------- | ----------------------------- |
| Czerwony Dwór   | Rothof         |  | Ogonki   | Ogonken 1938–1945: Schwenten  |
| Kalskie Nowiny  | Kehlerwald     |  | Prynowo  | Prinowen 1938–1945: Primsdorf |
| Kolonia Rybacka |                |  | Stulichy | Stullichen                    |
| Maćki           | Schönbrunn     |  | Wysiecza | Waldheim                      |

### Pfarrer (bis 1945)
An der Pfarrkirche Angerburg amtierten bis 1945 als evangelische Geistliche (die Inhaber der zweiten Pfarrstelle waren auch für das Landgebiet zuständig):
- NN., 1528/1530
- J. Tortilowitz von Batocki, 1537–1545
- Johann Gsimerski, 1550–1574
- NN., 1552
- Michael Danovius, 1573–1576
- Vincentius Barfuß, 1574–1593
- Albertus Brosinna, 1576–1590
- Nicodemus Pogerzelski, 1591–1602
- Elias Wolf, 1594–1604
- Michael Molterus, 1602–1603
- Christoph Kaulperska, 1603–1624
- Hans Samuel, 1604–1630
- Andreas Kofnatius, 1624–1630
- Uriel Bertram, 1630–1657
- Albert Gembalowski, 1631–1650
- Daniel Nebe, 1649–1657
- Jacob Schultz, 1657–1685
- Andreas Helwing, 1658–1705
- Jacob Nebe, 1685–1710
- Georg Andreas Helwing, 1691–1748
- Johann Friedrich Boretius, 1709–1726
- Georg Chr. Boretius, 1726–1768
- Georg Aemilius Helwing, 1738–1767
- Jacob Ludwig Pisanski, 1760–1810
- Johann Friczewski, 1768–1793
- Friedrich Th. Wollweber, 1793–1820
- Johann Friedrich Hecht, 1811–1825
- Samuel Neumann, 1820–1845
- Gottfried Schulz, 1825–1837
- Wilhelm Schulz, 1838–1846
- Gottlieb Treskatis, 1844
- Paul Nathanael Paulini, 1845–1873
- Julius Linck, 1846–1847[5]
- Johann Friedrich Anders, 1848–1858
- Karl Christoph Tyrol, 1858–1864
- Karl Adolf Schrage, 1864–1875
- Carl Eduard Cludius, 1874–1876
- Philipp Salkowski, 1875–1881
- Theophil Carl Tribukait, 1877–1879[5]
- Hermann Adalbert Braun, 1881–1925
- Friedrich Julius Leopold Skierlo, 1883–1888
- Johann Otto Adalbert Müller, 1890–1906
- Erich Braun, 1902–1903
- Kurt Rudloff, 1903–1911
- Friedrich Ludwig Johann Wolter, 1907–1916
- Karl Venski, 1917–1921
- Walter Segschneider, 1921–1933
- Gustav Boersch, 1922–1923
- Franz Gabler, 1925–1945
- Arno Dumschat, 1933
- Ernst Zander, 1933–1939
- Kurt Thude, 1940–1945

### Kirchenbücher
Von den Kirchenbüchern der Pfarrkirche Angerburg vor 1945 haben sich erhalten und werden bei der Deutschen Zentralstelle für Genealogie (DZfG) in Leipzig aufbewahrt:
Stadtgebiet:
- Taufen: 1605 bis 1606, 1625 bis 1874
- Trauungen: 1691 bis 1874
- Begräbnisse: 1646, 1673, 1696 bis 1874

Landgebiet:
- Taufen: 1715 bis 1874
- Trauungen: 1710 bis 1874
- Begräbnisse: 1710 bis 1874.